# Рамм
Рамм (нем. von Ramm) — дворянский род.

## Происхождение и история рода
Монастырь в Падизе, закончивший свою деятельность в 1559 году, во время Ливонской войны несколько раз переходил из рук в руки — по соседству проходили жестокие битвы между орденскими, российскими и шведскими войсками. В 1622 году шведский король Густаф II Адольф продал большую часть местных владений монастыря рижскому канонику и бюргермейстру Томасу фон Раму с правом завещания по мужской линии.
В результате род Раммов переселился в Эстонию. В 1624 году им было пожаловано дворянство. В Эстонии роду Раммов принадлежали мызы Падизе и Вихтерпалу.

## Описание герба
В золотом поле с зеленой землей в оконечности, прыгающий черный козел, пробитый диагонально слева серебряной стрелой.
Щит увенчан коронованным дворянским шлемом. Нашлемник — серебряная дворянская корона. надетая на два турьих рога, пересеченных золотом по черному в шахматы, сквозь которую воткнута в шлем серебряная с золотой рукоятью шпага. Намет черный с золотом.